# Romski jezik
Romski jezik, indoeuropski jezik i makrojezik Roma u Europi. Sastoji se od sedam individualnih jezika i brojnih dijalekata, a najsrodniji je jezicima sjevera i središnje Indije.
Kroz povijest nije postojala književna tradicija romskoga jezika, pa tako ni danas nema osobito dalekosežne pisane povijesti izvan raznih lingvističkih zapisa i suvremenih djela. Zbog toga što manjak pisanih izvora povijesnih inačica jezika otežava donošenje zaključaka o podrijetlu, među jezikoslovcima se vrte razne teorije. Po jednoj teoriji,[nedostaje izvor] romski možda nema svoj prajezik kao jedan jezik određene etničke skupine, već je u pitanju jezik kaste radnika (vajšije) u službi nekoliko kraljevina koje je pokorila dinastija Gupta i rastjerala vojničku kastu. Pokušaj ujedinjenja svih Roma u jedinstvenu etničku skupinu nailazi na znatan otpor kod ostalih, vjerski i etnički različitih skupina.[nedostaje izvor]
Odlukom raznih svjetskih romskih institucija, u 1970-ima je službeno odlučeno da će zajednički etnonim narodâ biti ime Romi, koje potječe od opće imenice u brojnim romskim jezicima, rom (hrv. „čovjek”). To bi značilo da „Romi” etimološki znači „ljudi”.
Domari jezik se jednom smatrao sestrinskim jezikom romskoga jezika, od kojeg se odijelio nakon odlaska iz Indijskog potkontinenta, ali novija istraživanja pokazuju da su razlike između njih dovoljno značajne da ih treba tretirati kao dva odvojena jezika u hindustanskoj skupini jezika. Domari i Romi su, dakle, vjerojatno potomci dviju različitih migracijskih valova iz Indije, odvojeni nekoliko stoljeća.
Tek nedavno su Romi počeli tražiti svoja manjinska prava, zbog čega nema zajedničke, općeprihvaćene književne verzije jezika, već su jezicima stvoreni različiti pravopisi po uzoru na lokalne većinske jezike. Uz druge jezike, romski jezik je priznat kao službeni jezik u Vojvodini i u austrijskom Gradišću, dok u drugim područjima gdje Romi predstavljaju znatan udio u lokalnom stanovništvu još uvijek čeka taj status. Primjerice, jezik hrvatskih Cigana Čuvaša i Roma je toliko različit da se vidljivio radi o dva jezika i dvije tradicije, a jednako tako vrijedi za jezik Manucha u Francuskoj te sintski romski, čiji su govornici i etnički različitog podrijetla.
Godine 2009. autor Veljko Kajtazi objavio je romsko-hrvatski i hrvatsko-romski rječnik.

## Vanjske poveznice
- Factsheets on Romani language – Dieter W. Halwachs | Vijeće Europe